# Hoya megalaster
Hoya megalaster är en oleanderväxtart som beskrevs av Otto Warburg, Karl Moritz Schumann och Lauterb.. Hoya megalaster ingår i släktet Hoya och familjen oleanderväxter. Inga underarter finns listade i Catalogue of Life.